# Formule X-33

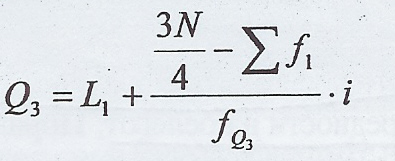

Formule X-33 est le 51e roman de la série Bob Morane écrit par Henri Vernes et publié en 1962 par les éditions Gérard et Cie dans la collection Marabout junior (no 214).

## Personnages
- Bob Morane.
- Bill Ballantine: meilleur ami de Bob Morane et son compagnon d'aventures depuis toujours.
- Ferret : commissaire de police à Paris.
- Bernard Philippe : directeur de la librairie Tous les livres à Paris.
- Mlle Fort : employée de la librairie Tous les livres.
- Jean Gaudrais : commis à la librairie Tous les livres.
- Professeur Joliette : physicien habitant en banlieue de Paris. Un hasard lui fait découvrir la formule X-33.
- Aglaé : servante du professeur Joliette.
- Mme Durant : concierge de l'immeuble où habite Bob Morane quai Voltaire.
- Gaétan Dessaumur : directeur de l'Institut international de Neuilly.
- Elias Farrot : ami du professeur Joliette et son confident. Son passage à l'Est permet à certains pays de connaitre le secret de la formule X-33.
- La Gargouille : clochard des environs de Paris.
- Li : agent chinois chargé de retrouver le secret de la formule X-33.
- Song : son complice.
- Espion invisible : espion au service d'un pays de l'Est. Il a le don de se rendre invisible.
- Miklos : complice de l'Espion invisible.

## Résumé
Bob Morane et Bill Ballantine luttent contre deux gangs rivaux qui veulent s'approprier le secret de la formule X-33, découverte par le professeur Joliette qui permet de créer une bombe ayant la puissance de la bombe atomique mais sans ses retombées radioactives. L'un des gangs est chinois ; l'autre, travaillant pour le compte d'un pays de l'Est, est dirigé par un personnage ayant le don de se rendre invisible. Au cours de cette aventure, Bob Morane fait la connaissance de la Gargouille, un clochard aussi laid que sympathique, qui lui avoue qu'il est le héros de la confrérie des clochards. 
Bob Morane parvient à neutraliser le gang chinois. Il tend ensuite un piège à celui qu'il a surnommé l'Espion invisible. Celui-ci tombe dedans mais son invisibilité lui permet de s'en tirer. Il se sauve en se jetant dans la Seine. Un policier lui tire dessus et l'abat mais le corps n'est jamais retrouvé.